# 恽之玮
恽之玮（1982年11月2日—），江苏常州人，麻省理工学院数学系教授。研究领域为几何表示论，兴趣涉及表示论、代数几何、数论等。
恽之玮于2000年以满分的成绩获得国际奥林匹克数学竞赛金牌，并被保送入北京大学数学系。2004年毕业后，赴美国普林斯顿大学留学，师从罗伯特·麦克弗森（Robert MacPherson）。2009年获博士学位。此后在普林斯顿高等研究院与麻省理工学院从事博士后研究。2012年，获SASTRA拉马努金奖。同年起，任教于斯坦福大学数学系。2016年，获得晨兴数学银奖。2016年至2017年，任耶鲁大学教授。2017年12月，与张伟一起，因证明了函数域中的高阶Gan-Gross-Prasad猜想而获科学突破奖——数学新视野奖。2018年至今，在麻省理工学院数学系任教授。
他是清朝刑部郎中、贵阳知府惲鴻儀的五世孙。